# Adolf Gaston Eugen Fick
Adolf Gaston Eugen Fick (* 22. Februar 1852 in Marburg, Kurfürstentum Hessen; † 11. Februar 1937 in Herrsching am Ammersee) war ein deutscher Augenarzt, der als Arzt und Privatdozent in Zürich wirkte.

## Leben

Adolf Gaston Eugen Fick (um 1914)

Adolf Eugen Fick war der Neffe des Physiologen Adolf Fick (1829–1901), in dessen Familie er nach dem frühen Tod seiner Mutter Julie Helmine Marie Müldner von Müllenheim (1824–1855) und seines Vaters, des Anatomen Ludwig Fick (1813–1858), Aufnahme fand. Er war mit einer Tochter des Chemikers Johannes Wislicenus verheiratet und hatte sieben Kinder, unter ihnen den bekannten Architekten Roderich Fick (1886–1955).
Fick studierte Medizin in Würzburg, Zürich, Marburg und Freiburg und schloss 1876 mit der Promotion ab. Seit 1872 gehörte er der schwarzen Studentenverbindung Adelphia Würzburg (seit 1933 Burschenschaft Adelphia Würzburg in der DB). Danach wirkte er (mit Unterbrechungen) in Richmond/Südafrika als Allgemein- und Augenarzt. 1886 folgten an der Universität Zürich das Staatsexamen und 1887 die Habilitation in Augenheilkunde „Über Microorganismen im Conjunctivsack“. Während des Ersten Weltkriegs leitete Fick deutsche Feldlazarette in Frankreich, Russland und der Türkei. Fick arbeitete über ophthalmologische Anatomie, Chirurgie sowie physiologische und praktische Optik. Er verfasste ein Lehrbuch über Augenheilkunde.

## Kontaktlinse
1887 konstruierte er in Zürich das erste erfolgreiche Modell einer Kontaktlinse. Sie war aus schwerem braunem Glas und hatte einen Durchmesser von 18 mm bis 21 mm. Die Linse ruhte auf dem Gewebe neben der Cornea (Hornhaut), und der Zwischenraum zwischen Hornhaut und Glas war mit einer Zuckerlösung gefüllt. Er testete sie zuerst an einem Kaninchen, dann an sich selbst, und schließlich an einer kleinen Gruppe von Freiwilligen. Ficks Linse war groß, unhandlich und konnte nur ein paar Stunden am Tag getragen werden. Er veröffentlichte seine Arbeit unter dem Titel „Contactbrille“ in dem Journal „Archiv für Augenheilkunde“ im März 1888. Seine Idee wurde von anderen unabhängig in den folgenden Jahren weiterentwickelt.

## Schriften (Auswahl)
- Eine Contactbrille. In: Hermann Jakob Knapp, Karl Schweigger (Hrsg.): Archiv für Augenheilkunde. Band 18. J. F. Bergmann, Wiesbaden 1888, S. 279–289 (eingeschränkte Vorschau in der Google-Buchsuche [abgerufen am 6. Juli 2023]).